# Kesdhari
Kesdhari, ou Kesadhari, est le nom donné à tout sikh qui observe la pratique qui interdit de se couper les cheveux, le Kesh. Le croyant qui suit la règle des Cinq K dont un des vœux est de garder une chevelure non taillée, a été admis dans l'ordre du Khalsa. Néanmoins, un sikh peut ne pas se couper les cheveux et ainsi être kesdhari, sans pour autant respecter les autres règles des cinq K et ce, du fait qu'il n'a pas suivi le rite de l'Amrit Sanskar et n'est pas entré dans l'ordre du Khalsa. Être kesdhari est en tout cas symbole de foi. Les jeunes personnes nées dans une famille sikhe sont censées garder leurs cheveux non coupés. 